# إيما
إيما (بالإنجليزية: emma) هي رواية كوميدية رومانسية وهي إحدى روايات جاين اوستن. نشرت لإيما أول مرة عام 1815 وفيها تسلط الكاتبة جاين اوستن الضوء على مشاكل ومخاوف نساء الطبقة الغنية في العهد الجورجي. وقد أبدعت جاين اوستن في استخدام كوميديا الأخلاق ما بين الشخصيات. تدور أحداث الرواية عن الفتاة الغنية الجميلة والمدللة التي تدعى إيما وددهاوس، والتي تحاول الجمع بين بعض أصدقائها حتى يتزوجوا دون أن تعي مخاطر التدخل في حياة الأخرين.

## القصة
بعدما جمعت إيما مربيتها مع رجل اعتقد انه لن يتزوج من امراة بعد وفاة زوجته الأولى ونجاح هذه المحاولة، تحاول ايما الجمع بين صديقها الكاهن السيد ألتون وصديقتها الجديدة هارييت سميث، لكن السيد نايتلي يحذر ايما من التدخل في امور الغير، لكنها لم تنصت اليه وباءت محاولتها بالفشل الذريع.

## نقد وتحليل
تختلف إيما عن كثير من بطلات جاين أوستن في كونها غنية وبالتالى لا تحتاج أن تتزوج حتى تؤمن حياتها المادية، كما تفعل باقى بنات عصرها وهذا ما صرحت به إيما للآنسة هارييت سميث حيث أخبرتها بأن اكتفائها ماديا هو السبب الذي لا يجعل لديها باعث للزواج. ويعد هذا اختلافاً واضحاً عن باقى روايات جاين أوستن التي يمثل فيها السعى وراء الزواج لتأمين الحياة ماديا موضوعا أساسياً. ولكن أكتفاء إيما ماديا لم يجعل الرواية بنفس جدية الأعمال السابقة مثل عقل وعاطفة وكبرياء وتحامل. فعلى خلاف باقى بطلات جاين اوستن لا تبدى إيما أي إعجاباً بالرجال الذين تقابلهم ولا تشعر تجاههم بشئ بل إنها تشعر بالدهشة والازدراء عندما أفصح السيد إلتون عن حبه لها، ومن الجلى أيضا أن إيما تفشل في فهم طبيعة علاقة الحب بين هارييت سميث وروبرت مارتينو، ليس ذلك فقط بل أنها تفسر العلاقة على أنها علاقة من أجل المصالح والحصول على المال، ولا تلبث تكشف هارييت سميث عن اهتمامها بالسيد نايتلى وتدرك إيما أنها على وشك الوقوع في حبه أيضا، ولكنها لا تفصح عن ذلك ولكن من الممكن تفسير السبب وراء عدم وقوعها في حب رجل أخر بعد ذلك هو حبها للسيد نايتلى دون أن تشعر.

## شهرة الرواية
اقتبست عن رواية إيما العديد من الأعمال الفنية، في السينما والمسرح والتلفزيون، حيث اقتبست عنها 5 أعمال مسرحية منذ العام 1991 حتى العام في 2009، وعرضت في بريطانيا ونيويورك وكاليفورنيا. أما في السينما فصور عن الرواية 3 أفلام ويجري الإعداد للرابع وسيعرض في العام 2020. وبالنسبة للأعمال التلفزيونية، صدرت 3 مسلسلات عن الرواية، بالإضافة إلى فيلم تلفزيوني.

## روابط خارجية
- إيما على موقع الموسوعة البريطانية (الإنجليزية)